# Nürburgring Nordschleife

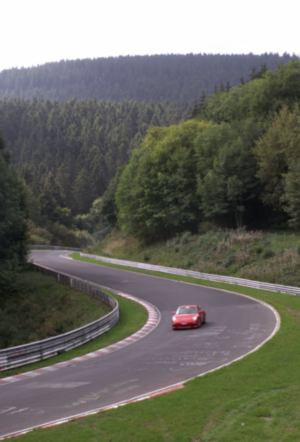
Adenauer Forst

De Nürburgring Nordschleife is een deel van de oude Nürburgring en is een circuit in Duitsland. Er werden 21 Grands Prix verreden tussen 1951 en 1976. De destijds 20,8 km lange Nürburgring heeft alleen al bij Grand Prix-wedstrijden aan vijf Formule 1-coureurs het leven gekost en vele anderen blijvend letsel bezorgd. Het wordt informeel dan ook wel de "Green Hell" genoemd. Jackie Stewart was het, die het circuit voor het eerst die naam gaf. Het enorme circuit werd als werkverschaffingsproject gebouwd in de jaren na 1920 rond het dorp Nürburg in het Eifelgebergte ten zuidwesten van Bonn. Het bevatte officieel 73 bochten verdeeld over de 20,8 km van de Nordschleife en de 7,7 km van de aparte Südschleife. De bochten kennen namen als Flugplatz, Aremberg, Bergwerk, Karussel en Pflanzgarten.

## Trivia
Het circuit verdween om veiligheidsredenen van het Formule 1-toneel na 1976, het jaar waarin Niki Lauda zwaar gewond raakte in zijn brandende Ferrari, door in het knikje voor Bergwerk uit de bocht te vliegen.
In 1964 verongelukte de Nederlandse Formule 1-coureur Carel Godin de Beaufort op de Nordschleife tijdens de training voor de Grand Prix.
De Nordschleife is uitgegroeid tot een testplek voor (sportwagen)fabrikanten, bijna elke nieuwe sportwagen wordt in de ontwikkelingsfase proefgereden op de Nordschleife.
Op 29 juni 2018 werd het oude record van Stefan Bellof (6:11.13) verbroken in de Porsche 919 EVO (5:19.54) gereden door Timo Bernhard.

## Galerij

Nürburgring Gesamtstrecke, gecombineerd circuit Nord- en Südschleife gebruikt in 1927, 1928 en 1929
Nürburgring Nordschleife, gebruikt 1931-1966
Nürburgring Südschleife, gebruikt voor een Formule 2 race in 1960
Nürburgring Nordschleife (inclusief chicane voor de pit), gebruikt voor de Formule 1 1967-1976
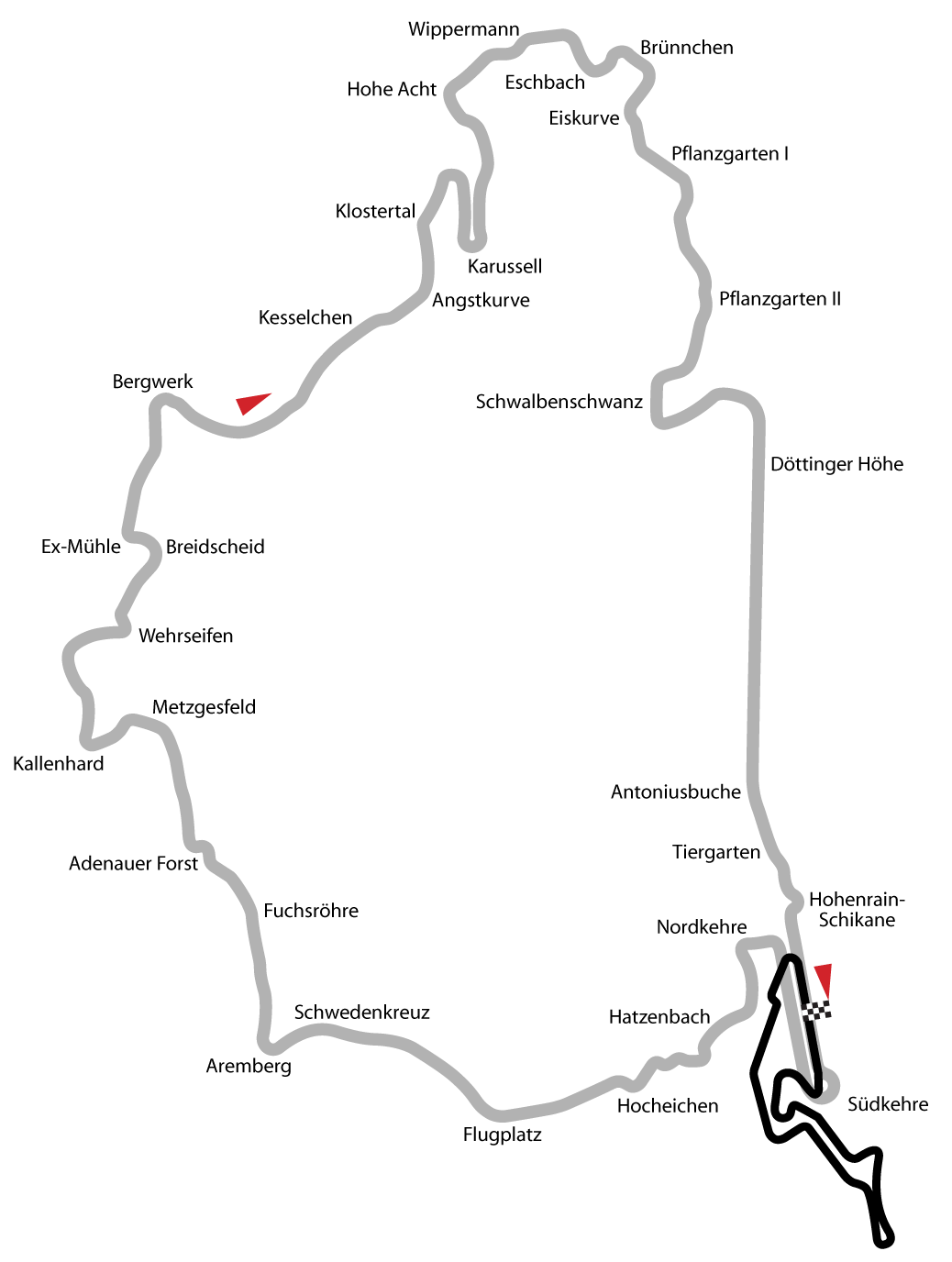
Vergelijking: huidig circuit en de oude Nordschleife